# Паламарчук Лука Хомич
Лука́ Хоми́ч Паламарчу́к (6 (19) вересня 1906, с. Троща — 26 грудня 1985, Київ) — український радянський журналіст, дипломат (мав ранг надзвичайного та повноважного посла). Кандидат у члени ЦК КПУ в 1956—1966 роках. Депутат Верховної Ради УРСР 2—6-го скликань.

## Біографія
Народився в селі Троща (тоді Подільська губернія, Російська імперія, нині Липовецький район, Вінницька область, Україна) в селянській сім'ї. З 1927 по 1929 рік був на комсомольській роботі, працював директором школи на Вінниччині. У 1928 році закінчив сільськогосподарську профшколу.
Член ВКП(б) з 1928 року.
Від 1929 року працював журналістом. До 1937 року був на відповідальній роботі в редакціях районних, окружних і міських газет Вінницької та Кам'янець-Подільської областей (зокрема, був відповідальним редактором газети «Червоний кордон» у Кам'янці-Подільському).
Від 1937 року — завідувач відділу партійного життя газети «Комуніст», редактор республіканського журналу «Перець».
У 1941–1942 роках — голова Радіокомітету при Раді народних комісарів Української РСР.
У червні 1942 — січні 1943 року — відповідальний редактор органу ЦК КП(б)У та Верховної ради УРСР газети «Советская Украина».
До жовтня 1943 року — заступник завідувача відділу пропаганди і агітації ЦК КП(б)У.
У жовтні 1943 — листопаді 1948 року — відповідальний редактор газети «Радянська Україна».
З листопада 1948 по 1950 рік — слухач Київської Вищої партійної школи при ЦК КП(б)У. 1949 року закінчив історичний факультет Київського університету.
У серпні 1949 — січні 1952 року — відповідальний редактор газети «Радянська Україна».
У січні 1952–1954 роках був заступником міністра закордонних справ Української РСР (зокрема, від 17 червня 1953 року до 11 травня 1954 року виконував обов'язки міністра).
Упродовж 11 років (від 11 травня 1954 року до 13 серпня 1965 року) — міністр закордонних справ Української РСР. Очолював делегації УРСР на сесіях Генеральної Асамблеї ООН.
Від 22 липня 1965 року до 1972 року був надзвичайним і повноважним послом СРСР у Марокко.
Від 1972 року перебував на пенсії.
На XIX, XXI, XXII з'їздах Комуністичної партії України обирався кандидатом у члени ЦК. Був депутатом Верховної Ради УРСР п'яти скликань (від другого до шостого).
Нагороджено чотирма орденами Трудового Червоного Прапора, орденом Вітчизняної війни І-го ступеня (23.07.1945), медалями.